# Colorado City (Texas)
Colorado City es una ciudad ubicada en el condado de Mitchell en el estado estadounidense de Texas. En el Censo de 2010 tenía una población de 4.146 habitantes y una densidad poblacional de 300,22 personas por km².

## Geografía
Colorado City se encuentra ubicada en las coordenadas 32°23′58″N 100°51′30″O / 32.39944, -100.85833. Según la Oficina del Censo de los Estados Unidos, Colorado City tiene una superficie total de 13.81 km², de la cual 13.81 km² corresponden a tierra firme y (0%) 0 km² es agua.

## Demografía
Según el censo de 2010, había 4.146 personas residiendo en Colorado City. La densidad de población era de 300,22 hab./km². De los 4.146 habitantes, Colorado City estaba compuesto por el 79.18% blancos, el 5.09% eran afroamericanos, el 1.09% eran amerindios, el 0.24% eran asiáticos, el 0% eran isleños del Pacífico, el 11.92% eran de otras razas y el 2.48% pertenecían a dos o más razas. Del total de la población el 43.17% eran hispanos o latinos de cualquier raza.